# Rock ’n’ Roll Highschool
Rock ’n’ Roll Highschool – trzeci album studyjny szwedzkiego zespołu rockowego Teddybears STHLM. Został wydany w 2000 roku nakładem wytwórni płytowej MVG.

## Odbiór

### Komercyjny
Zespół przebił się komercyjnie wraz z wydaniem projektu. Album tuż po premierze uplasował się na 1. miejscu szwedzkiej listy przebojów Hitlistan. "Rock ’n’ Roll Highschool" uzyskał też status złotej płyty, sprzedając ponad 15 tys. kopii w Szwecji. Natomiast podczas ceremonii rozdania nagród Grammis w 2001 roku, album nominowany był w kategorii "album roku", w której ostatecznie stał się laureatem.

## Lista utworów
Opracowano na podstawie materiału źródłowego.
1. "Teddybears Live 'n' Direct" – 1:43
2. "Rock ’n’ Roll Highschool" (oraz Thomas Rusiak) – 3:42
3. "Ahead Of My Time" (oraz Daddy Boastin) – 3:57
4. "Move Over" – 3:45
5. "Punkrocker" – 4:50
6. "Start At 11" (oraz Eagle-Eye Cherry) – 3:24
7. "Skit 1" – 0:34
8. "Automatic Lover" – 3:15
9. "Tigerman" – 3:36
10. "Yours To Keep" (oraz Paola) – 3:13
11. "Skit 2" – 0:59
12. "Throw Your Hands Up" – 3:08
13. "Digital Cowboy" – 3:31

## Personel
Opracowano na podstawie materiału źródłowego.
|  | - Patrik Arve – wokal - Joakim Åhlund – bass - Erik Olsson – perkusja - Klas Åhlund – gitara | - Fabian "Phat Fabe" Torsson – produkcja - Teddybears Sthlm – produkcja - Björn Engelmann – mastering - Robert Wellerfors – miksowanie - DJ Viet-Naam – scratching |

## Notowania

### Pozycja na tygodniowej liście sprzedaży
| Kraj    | Lista              | Najwyższa pozycja |
| ------- | ------------------ | ----------------- |
| Szwecja | Hitlistan – Albums | 1                 |

## Certyfikat
| Kraj                   | Certyfikat  | Sprzedaż |
| ---------------------- | ----------- | -------- |
| Szwecja (IFPI Sverige) | złota płyta | 15 000+  |

## Link zewnętrzny
- Okładka albumu